# Praestigia
Genre
Praestigia est un genre d'araignées aranéomorphes de la famille des Linyphiidae.

## Distribution
Les espèces de ce genre se rencontrent en zone holarctique.

## Liste des espèces
Selon World Spider Catalog (version 16.5, 18/11/2015) :
- Praestigia duffeyi Millidge, 1954
- Praestigia eskovi Marusik, Gnelitsa & Koponen, 2008
- Praestigia groenlandica Holm, 1967
- Praestigia kulczynskii Eskov, 1979
- Praestigia makarovae Marusik, Gnelitsa & Koponen, 2008
- Praestigia pini (Holm, 1950)
- Praestigia sibirica Marusik, Gnelitsa & Koponen, 2008
- Praestigia uralensis Marusik, Gnelitsa & Koponen, 2008

## Publication originale
- Millidge, 1954 : On a new species and genus of spider. Annals and Magazine of Natural History, sér. 12, vol. 7, p. 253-256.